# Долени
Долени (грч. Ζευγοστάσιο, до 1927. грч. Δόλιανη) је насељено место у општини Рупишта у периферији Западна Македонија, Грчка. Према попису из 2021. године било је 4 становника.
Према бугарском географу и историчару, Василу Канчову, у Доленима је 1900. године живело 224 Словена хришћана. Македонски историчар Тодор Симовски, 1998. године наводи да су Долени словенско насеље.